# Sioeli Nau
Pour les articles homonymes, voir Nau.
 (avril 2010).
Pas d'image ? Cliquez ici

a Compétitions nationales et continentales officielles uniquement.

b Matchs officiels uniquement.
Dernière mise à jour le 14 novembre 2015.
 Sioeli Nau, né le 25 décembre 1976 aux îles Tonga, est un ancien joueur de rugby à XV, qui a joué avec l'équipe des Tonga entre 2000 et 2006. Il a évolué au poste de demi de mêlée (1,75 m pour 85 kg).

## Carrière

### En club
- 2005 - 2007 : Racing Métro 92  France

### En équipe nationale
- Il a eu sa première cape internationale le 20 mai 2000 à l’occasion d’un match contre l'équipe du Canada et sa dernière le 1er juillet 2006 contre l'équipe des Samoa.

## Palmarès
- 9 sélections avec les Tonga
- 10 points (2 essais)
- Sélections par année : 3 en 2000, 1 en 2001, 1 en 2003, 1 en 2005 et 3 en 2006